# 水間沾徳
水間 沾徳（みずま せんとく、1662年（寛文2年） - 1726年6月29日（享保11年5月30日））は、江戸時代初期の江戸の俳人。はじめ門田沾葉、のち水間沾徳。名は友兼、通称治朗左衛門、号は合歓堂。松尾芭蕉と宝井其角の没後、享保期の江戸俳壇の中心となった。

## 生涯
16歳で福田露言（保守派の岸本調和門の門人。調也とも）に入門。露言に伴われて、奥州磐城平藩主・内藤義概（俳号風虎）の江戸藩邸の句会に参加し、内藤風虎の嗣子・義英（俳号露沾）の知遇を得、露沾から一字を賜り、沾葉と名乗った。以後、露言とともに調和系の俳書に入集する。同じ頃、山口素堂の手引きで林家に入門し、山本春正や清水宗川に歌学を学び、原安適とも親交を結んだ。
1682年（天和2年）露沾の退身によって出仕の望みがなくなったため、1685年（貞享2年）内藤家を致仕して法体となる。貞享4年（1687年）名を沾徳と改め、立机した（＝俳諧宗匠となった）。露沾とともに調和系を離れ、山口素堂を介して蕉門と親交を持ち、其角と提携した。やがて宗匠として内藤家の微禄を食み、諏訪忠虎や大村純庸といった大名を顧客に持った。1694年（元禄7年）に芭蕉が没すると、宝井其角とともに江戸俳諧の中心となり、1707年（宝永4年）に其角が没すると、江戸俳壇の諸派を集めて「大宗匠」と仰がれるに至るも、俳壇経営には必ずしも積極的ではなかった。1726年（享保11年）5月30日没。65歳。本所法恩寺の子院である陽運院に葬られたが、昭和初期の特設墓地造営で子院の共同墓地に再建された。

## 元禄赤穂事件
「浅野が天子様の勅使御馳走を削ろうとし（前回と同じ七百両で計算）、吉良の反対にあい立腹したのが原因。時代経過（元禄改鋳による物価上昇）があるのに其れも読めず、三月十四日事件になった」という見解を俳書に記している。

## 作風
古きを新しくする句作を重視し、しかもその手際の跡を見せない緊密直裁な仕立てを良しとした。抜け風的難解性や付合の疎句化が特徴である。

## 編著書
刊本
- 『俳林一字幽蘭集』（1692年（元禄5年）刊）
- 『文蓬莱』（1701年（元禄14年）刊）
- 『余花千句』（1705年（宝永2年）刊）
- 『後余花千二百句』（1721年〈享保6年）刊）　など

写本
- 『沾徳随筆』（1718年（享保3年）成立）
- 『合歓堂家集』　など

追善集
- 『水精宮』（仙鶴編）
- 『白字録』（沾州・長水・風葉編）
- 『知里之粉』（紹蓮編）- 一周忌
- 『浜松ヶ枝』（沾山編）- 七回忌
- 『合歓の花道』（沾山編）- 十三回忌

沾徳が宗匠として点を付けたものとして、『江戸筏』『宇呂利五十韻』『稲はらむ五十韻』『残る蚊歌仙』『置く扇子歌仙』が知られる。句の解釈や句点の特徴など、未解明の部分が多く、今後の研究が俟たれている。

## 代表句
- 折て後貰ふ聲あり垣の梅
- 帯程に川も流れて汐干かな
- 岩を飛ぶ美人は愛宕杜宇
- そら言のそらの海道したすゞみ
- 低きかたへ水のあわつや初あらし

（『日本古典文学全集』「近世俳句俳文集」収載）